# Belvédère
 Belvédère  es una población y comuna francesa, situada en la región de Provenza-Alpes-Costa Azul, departamento de Alpes Marítimos, en el distrito de Niza y cantón de Roquebillière.

## Demografía
| 631 | 501 | 430 | 536 | 519 | 495 |
| Para los censos de 1962 a 1999 la población legal corresponde a la población sin duplicidades (Fuente: INSEE [Consultar]) |     |     |     |     |     |